# Roland Dalbiez
Roland Dalbiez, nascido em 29 de junho de 1893  em Paris e falecido em Rennes em 14 de março de 1976, é um filósofo francês, mestre de Paul Ricœur, e que foi o primeiro a apresentar as teses da psicanálise de Sigmund Freud na França por um estudo muito completo.

## Biografia
Filho do conde romano Denis Dalbiez, oficial do exército, e de Edith Churchill , foi admitido na Academia Naval, participou da Primeira Guerra Mundial como oficial naval, mas teve que abandonar a carreira militar por causa de pleurisia. Ele então se voltou para a filosofia, obtendo seu diploma em 1921 e depois seu doutorado em 1936 . Ele passou toda a sua carreira como professor na Universidade de Rennes.
Sua pesquisa se concentrou, entre outras coisas, nas fronteiras entre biologia e metafísica. Com o professor Rémy Collin da Universidade de Nancy, ele fundou os Cahiers de Philosophie de la Nature e publicou vários estudos sobre a teoria da evolução.
No início da década de 1930, ele conheceu Jacques Maritain, o filósofo neotomista, em cujo círculo conheceu Emmanuel Mounier e Maurice Merleau-Ponty. Foi Maritain quem encorajou Roland Dalbiez a escrever sobre Freud. Sua pesquisa foi de tal magnitude que ele escreveu uma tese sobre ela, que defendeu na Sorbonne e publicou no mesmo ano com Desclée de Brouwer sob o título “La méthode psychanalytique et la doctrine freudienne”. O primeiro volume expõe a doutrina freudiana, o segundo é uma análise crítica.
Dalbiez insiste que seu julgamento do método freudiano não se baseia apenas na leitura, mas também no que ele viu; ele escreve que os escritos de Freud deixam uma impressão incerta, mas que os fatos descritos são convincentes. O julgamento geral que ele argumenta é que se a doutrina freudiana, ainda mais a dos seguidores de Freud, é insuficiente ou mesmo incorreta em muitos aspectos, exagerada, muitas vezes excêntrica e dogmática, o método freudiano é, no entanto, excelente e eficaz, da mesma forma que a  hipnose. Dalbiez critica Freud principalmente pela falta de rigor filosófico e por agir como se não tivesse noção do que é prova.
Contudo, ele reconhece os méritos de Freud por ter destacado a importância do inconsciente na mente e a existência da sexualidade infantil. O cerne de sua tese continua sendo o de que é abusivo, da parte de Freud, considerar essa sexualidade como perversa, por mais polimórfica que seja. Para ele, a sexualidade adulta é construída a partir de uma sexualidade infantil, certamente ainda desorganizada, mas não necessariamente desviante. Ele tropeça na teoria da dinâmica dos impulsos e assim evita o pecado de uma concepção quietista.
Na Revue française de psychanalyse de 1936, Édouard Pichon, amigo de Roland Dalbiez, fez uma revisão detalhada de sua tese e a apresentou como um passo importante para a psicanálise na França e acreditava que seu livro deveria convencer os filósofos mais difíceis de que o método psicanalítico representa um avanço certo, real e duradouro no campo da filosofia.
O impacto do trabalho de Dalbiez na filosofia foi menos significativo do que no círculo dos psicanalistas. Eles raramente ou nunca foram mencionados nas revistas de filosofia da época e, como Roland Dalbiez observa, despertaram certa hostilidade na Sorbonne. Foi somente gradualmente que eles foram considerados uma contribuição importante para a aplicação da filosofia à psicanálise, e em primeiro lugar graças ao seu aluno Paul Ricoeur.